# Bräcke (comuna)
Bräcke (em sueco: Bräcke kommun) é uma comuna da Suécia localizada no condado de Jämtland. Sua capital é a cidade de Bräcke. Possui 3 408 quilômetros quadrados e segundo censo de 2018, havia 6 376 habitantes.